# Rocca Rossa (Alpi Cozie)
La Rocca Rossa (3.190 m s.l.m.) è una montagna delle Alpi del Monviso nelle Alpi Cozie. Si trova lungo la frontiera tra l'Italia e la Francia.

## Caratteristiche

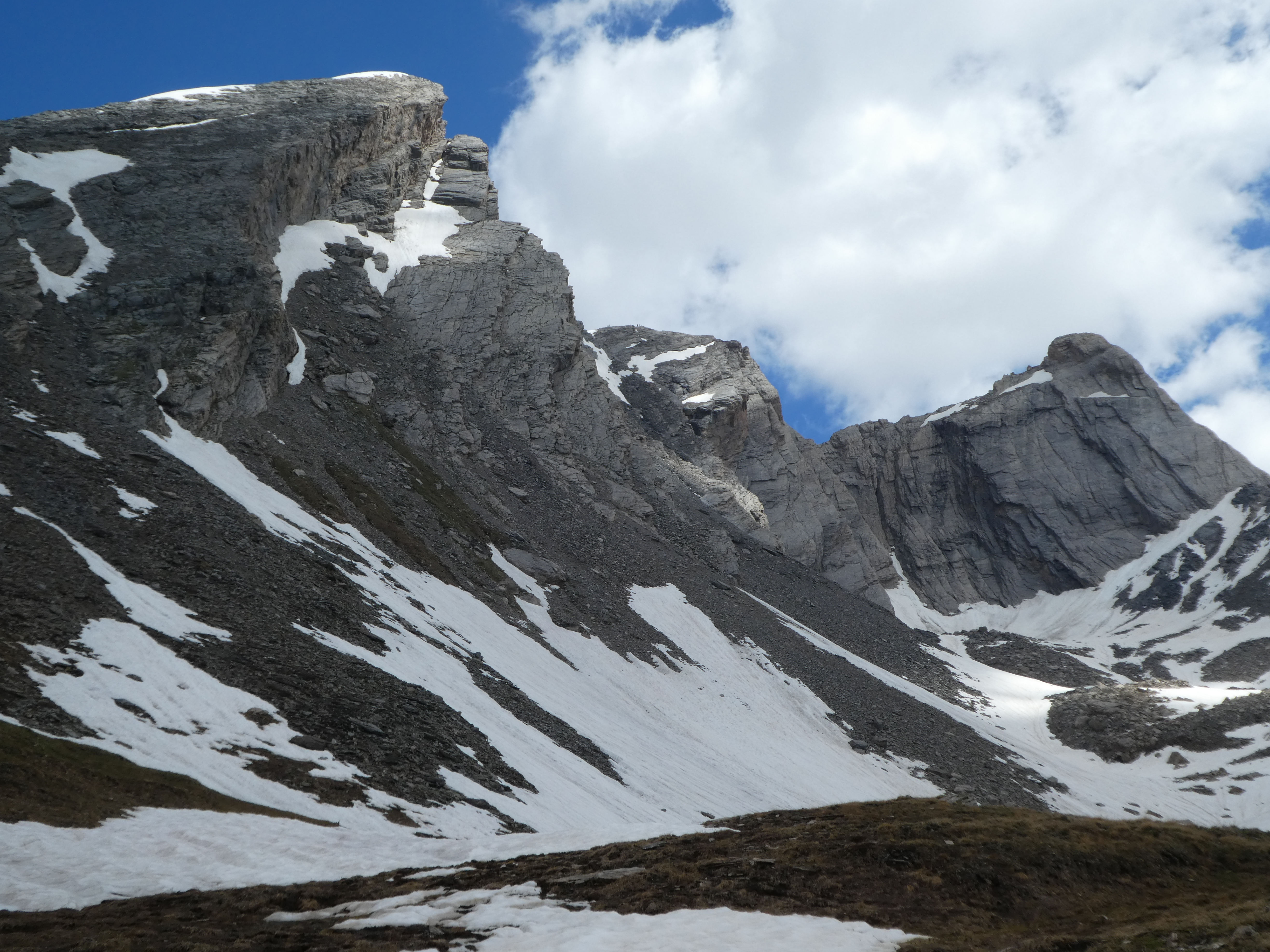
Il Pan di Zucchero, la Rocca Rossa ed il Pic d'Asti visti dal versante italiano.

La montagna si colloca tra il Pan di Zucchero ed il Pic d'Asti. Prende il nome dal fatto dal versante italiano la montagna si presenta con rocce di color rossastro.

## Salita alla vetta
Si può salire sulla vetta partendo nei pressi del colle dell'Agnello e seguendo per un primo tratto il sentiero che porta al Pan di Zucchero. Passando poi sotto la vetta del Pan di Zucchero nel versante francese si raggiunge facilmente la vetta.